# لاين ستيل
لاين ستيل هو لاعب غولف ماليزي، ولد في 3 مايو 1971 في صباح في ماليزيا.

## وصلات خارجية
- لاين ستيل على موقع رابطة لاعبي الغولف المحترفين (الإنجليزية)
- لاين ستيل على موقع رابطة أوروبا للاعبي الغولف المحترفين (الإنجليزية)
- لاين ستيل على موقع رابطة اليابان للاعبي الغولف المحترفين (الإنجليزية)
- لاين ستيل على موقع التصنيف العالمي الرسمي للغولف (الإنجليزية)